# Neptun a Amfitríta
Neptun a Amfitríta je obraz vlámského malíře Jana Gossaerta z roku 1516, který je od roku 1821 vystaven v Gemäldegalerie v Berlíně; je považován za první akt v historii vlámského malířství a za nejvýznamnější dílo tohoto autora hned po ztraceném oltářním obrazu pro opatství v Middelburgu.

## Popis a pozadí vzniku
Bůh moře Neptun (řecký Poseidon) a jeho žena Amfitríta stojí na nízkém soklu obklopeném vodou v klenuté síni podporované sloupy. Díváme se do svatyně mocného mořského boha, ve které se nám s manželkou zjevuje v sochařské symetrii. Na soklu je autorův podpis IOANNES MALBODIVS PINGEBAT („namaloval Jan Mabuse“) a letopočet 1516. Vpravo nahoře jméno patrona, admirála Nizozemí Filipa Burgundského (1464-1524), pozdějšího biskupa utrechtského. Obraz byl součástí výzdoby Filipova hradu. Gossaert doprovázel svého patrona do Říma v roce 1508, kde pro něj kreslil starobylé budovy a sochy. Jednalo se o jednu z prvních cest nizozemských umělců do Itálie. Kompozice obrazu je inspirována italským uměním a vlivem Albrechta Dürera a Jacopa de 'Barbari.